# الكساد الطويل

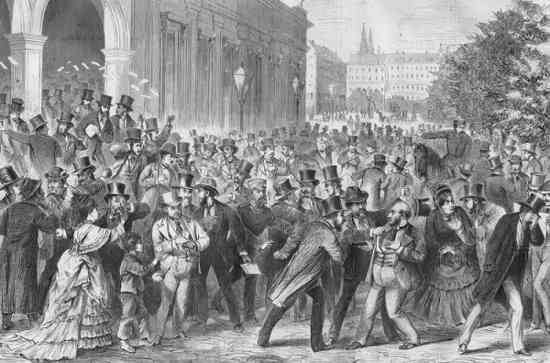
لوحة تحكي كارثة البورصة في فيينا عام 1873،

الكساد الطويل هو فترة الركود الاقتصادي والركود في الأسعار التي حصلت في أنحاء العالم ابتداءً من عام 1873 وحتى مارس عام 1879 أو 1896 وذلك حسب المعايير المستخدمة في تعريفه. كان هذا الكساد أكثر خطورة في أوروبا والولايات المتحدة التي كانت تشهد نموًا اقتصاديًا قويًا غذته الثورة الصناعية الثانية في العقد التالي للحرب الأهلية الأمريكية. سميت هذه المرحلة «بالكساد الكبير» في ذلك الوقت، واحتفظت بتلك التسمية حتى الكساد الكبير في ثلاثينيات القرن العشرين. على الرغم من فترة الانكماش الاقتصادي والانقباض الكبيرين فإنها لم تشهد التراجع الاقتصادي الخطير الذي شهده الكساد الكبير.
كان هذا الكساد ملاحظًا بالنسبة الأكبر في أوروبا الغربية وأمريكا الشمالية، على الأقل في جزء منها لأن البيانات الموثوقة من تلك الفترة متوفرة بالشكل الأكبر في هذه الأجزاء من العالم. تعتبر المملكة المتحدة غالبًا الأكثر تضررًا؛ وفقدت في هذه الفترة بعضًا من قيادتها الصناعية الكبيرة على اقتصادات أوروبا القارية. بينما كان يحدث ذلك، كان من الواضح أن اقتصاد المملكة المتحدة في كساد متواصل منذ عام 1873 حتى أواخر عام 1896، حيث تفاقمت الخسارات المالية والصناعية بسبب فترة الركود الطويلة في المملكة المتحدة في القطاع الزراعي.
في الولايات المتحدة، يشير الخبراء الاقتصاديون عادةً إلى الكساد الطويل على أنه الكساد بين عام 1873-1879، والذي بدأ بالذعر في عام 1873، وتبعه ذعر عام 1893، ليكون نهاية لفترة الكساد الطويل واسعة النطاق. يؤرخ المكتب الوطني للأبحاث الاقتصادية الانكماش الذي تبع الذعر بأنه استمر منذ أكتوبر عام 1873 حتى مارس عام 1879. يعد هذا الانكماش الأطول امدًا حسب المكتب الوطني للأبحاث الاقتصادية، عن فترة امتدت 65 شهرًا، وقد تجاوز الكساد الكبير الذي استمر 43 شهرًا من الانكماش. في الولايات المتحدة، منذ عام 1873 حتى عام 1879، أفلست 18000 شركة من ضمنها 89 شركة للسكك الحديدية. أفلست عشر ولايات ومئات المصارف ووصلت معدلات البطالة إلى ذروتها في عام 1878، وذلك بعد فترة طويلة من انتهاء الذعر المالي الأول لعام 1873. تحدد مصادر مختلفة ذروة معدل البطالة في الولايات المتحدة بين 8.25% و14%.

## خلفية
تأثرت الفترة التي سبقت الكساد بعدة نزاعات عسكرية كبيرة وفترة من التوسع الاقتصادي. في أوروبا، نتج عن نهاية الحرب الفرنسية البروسية نظام سياسي جديد في ألمانيا، ومئتي مليون يورو فُرضت على فرنسا كتعويض والتي أدت إلى ازدهار الاستثمار الناجم عن التضخم في ألمانيا وأوروبا الوسطى. استُعملت بشكل متسارع تقنيات جديدة في الصناعة مثل محول بيسمر؛ وكانت السكك الحديدية تزدهر. في الولايات المتحدة، أفسحت نهاية الحرب الأهلية والركود في فترة ما بعد الحرب (1865-1867) لحدوث ازدهار في الاستثمار، وركز هذا الازدهار بشكل خاص على السكك الحديدية في الأراضي العامة في غرب الولايات المتحدة- وهو توسع مول من قبل المستثمرين الأجانب بشكل كبير.